# LHS 1140 b
LHS 1140 b は、地球からくじら座の方向に約48光年離れた位置にある14等級の赤色矮星である LHS 1140 (GJ 3053) の周囲を公転している太陽系外惑星である。ハビタブルゾーン内を公転しており、表面に液体の水が存在している可能性が示されている。

## 発見
LHS 1140 b は、アメリカ合衆国・アリゾナ州のフレッド・ローレンス・ホイップル天文台に設置されている観測システムを用いて、トランジット法によって赤色矮星の周囲を公転している太陽系外惑星を捜索するMEarthプロジェクトによる観測から2017年に発見され、その後の高精度視線速度系外惑星探査装置 (HARPS) によるドップラー分光法によるフォローアップ観測でその存在が確認された。TESS（トランジット系外惑星探索衛星）による観測も行われていることから、LHS 1140 b は TESS による観測で惑星であることが示された天体がリストアップされる TESS object of interest (TOI) においても TOI-256.01 もしくは TOI-256 b とナンバリングされている。

## 軌道
LHS 1140 b は、主星の LHS 1140 からの軌道長半径は太陽から地球までの軌道長半径の約1割に相当する約1400万 km であり、25日弱の公転周期で公転している。太陽系において最も太陽に近い惑星である水星の軌道長半径（0.387 au）の約4分の1しか主星から離れていないが、主星の LHS 1140 が質量・半径共に太陽の2割弱という小型で暗い赤色矮星のため、LHS 1140 b が LHS 1140 から受ける放射エネルギーは地球が受ける量の半分以下であるとされている。軌道の離心率が 0.043 未満と非常に低いほぼ真円の軌道を公転しており、軌道が大きく歪んだ楕円形になっていないのは、LHS 1140 b が顕著な惑星移動を経験しておらず、形成時の軌道をほぼ維持していることを示している可能性がある。主星 LHS 1140 から 0.269 au（約4024万 km）離れた範囲までは潮汐力による影響で惑星の自転と公転の同期（潮汐固定）が発生するとされており、LHS 1140 b の軌道はこれよりも内側にあるので、常に表面の片側を主星に向けていると推定されている。

## 物理的特徴
| 地球 | LHS 1140b |
| ---- | --------- |
| 地球 | Exoplanet |

2017年の発見報告当初は、LHS 1140 b の半径は地球の1.43倍、質量はやや不確実性があるも地球の6.65倍と求められ、これを基に計算すると LHS 1140 b は太陽系で最も密度が大きい惑星である地球の実に2倍以上に相当する 12.2 g/cm3 という、それまでに知られていた太陽系外惑星の中でも特に高い密度を持つ惑星の一つであるとされた。このことから、LHS 1140 b は鉄やニッケルなどの金属で構成された核が最大で全質量の4分の3を占める非常に高密度なスーパーアースである可能性が示されていた。しかしその後、ヨーロッパ南天天文台 (ESO) の超大型望遠鏡VLTに搭載されている観測装置 ESPRESSO および TESS による観測結果から、半径を地球の1.635倍、質量を6.38倍に改め、密度を 8.04 g/cm3 に下方修正する研究結果が2020年に公表された。この場合でも地球の1.5倍弱の密度を持つ岩石質のスーパーアースであることになるが、全質量に占める核の質量の割合は 49 ± 7% まで低下することなった。この研究では LHS 1140 b が平均水深が 779 ± 650 km と推定される海洋に覆われ、全質量の 4% を水が占めている海洋惑星である可能性も示唆された。
2024年1月にアストロノミカルジャーナルレターズに掲載された研究結果によると、LHS 1140 b の質量はさらに下方修正され、質量は地球の5.6倍、密度は地球よりやや大きい程度の 5.9 g/cm3 とされた。大きさを考慮すると、LHS 1140 b は地球と同様の地球型惑星であるとは考えられず、全質量の 9 - 19% を水が占めている海洋惑星または高密度のミニ・ネプチューンである可能性が高いとされた。
| 研究グループ            | 質量 (M⊕)       | 半径 (R⊕)     | 密度 (g/cm3)    | 出典   |
| ----------------------- | --------------- | ------------- | --------------- | ------ |
| 地球（参考）            | 1.00            | 1.00          | 5.513           | [ 14 ] |
| 海王星（参考）          | 17.15           | 3.883         | 1.638           | [ 15 ] |
| Dittmann et al. (2017)  | 6.65 ± 1.82     | 1.43 ± 0.10   | 12.5 ± 3.4      | [ 3 ]  |
| Ment et al. (2019)      | 6.98 ± 0.89     | 1.727 ± 0.032 | 7.5 ± 1.0       | [ 16 ] |
| Lillo-Box et al. (2020) | 6.38+0.46 −0.44 | 1.635 ± 0.046 | 8.04+0.84 −0.80 | [ 13 ] |
| Cadieux et al. (2024)   | 5.60 ± 0.19     | 1.730 ± 0.025 | 5.9 ± 0.3       | [ 4 ]  |

## 大気と居住性

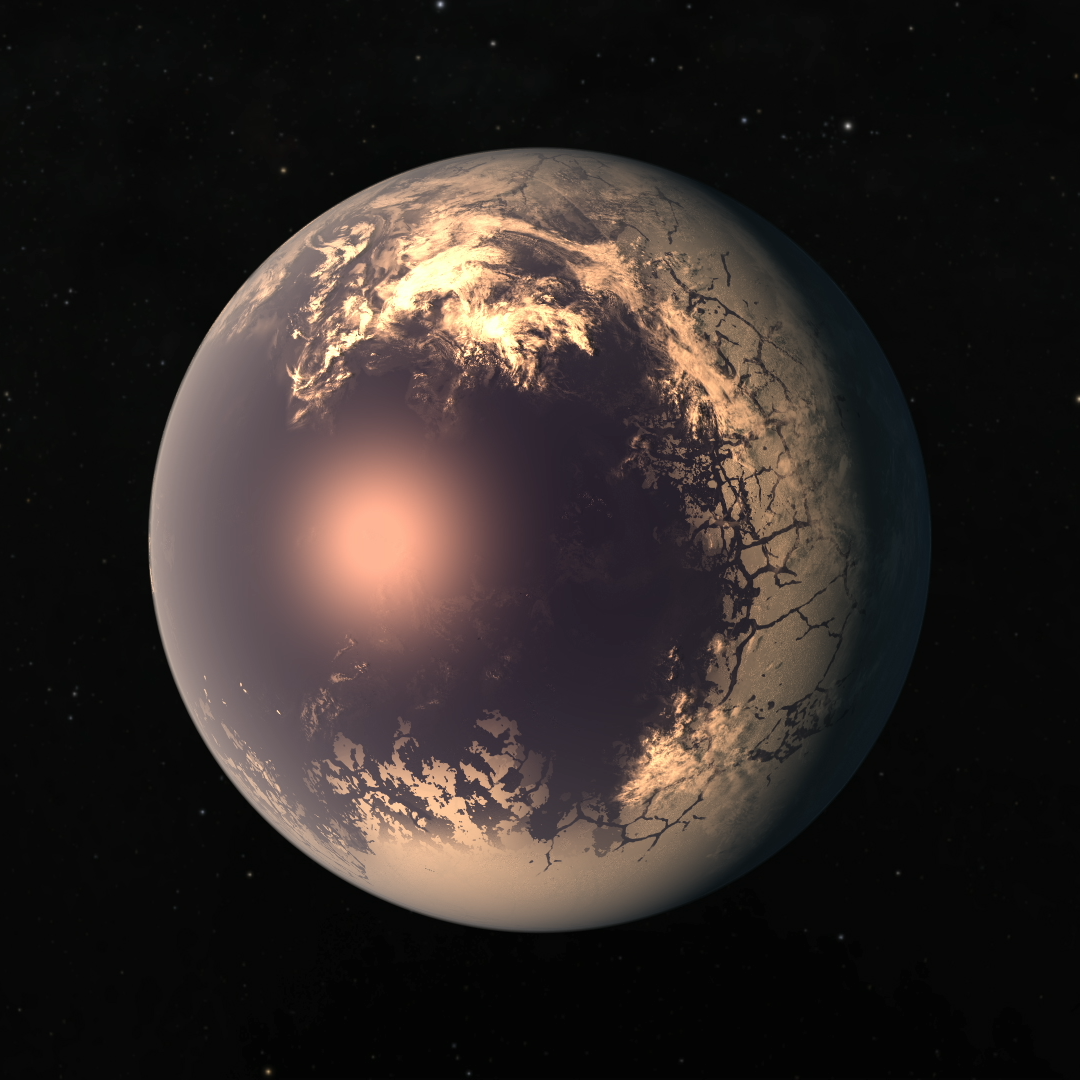
表面上で温度が高い領域に海洋、それ以外の領域は氷で覆われたアイボール・アースの様相で描かれた太陽系外惑星TRAPPIST-1fの想像図。LHS 1140 b もこのように最も温度が高い領域にのみ海洋が形成されている可能性がある。

LHS 1140 b の軌道は LHS 1140 から 0.062 - 0.127 au 離れた領域にある保守的なハビタブルゾーンの外縁付近に位置している。プエルトリコ大学アレシボ校の Planetary Habitability Laboratory (PHL) は、LHS 1140 b を楽観的に居住可能な太陽系外惑星に位置付けており、2024年7月中旬時点で地球類似性指標 (ESI) を 0.66 と評価している。2024年1月の研究では、アルベドを0と仮定した際の表面の平衡温度は 226 K（-47 ℃）と計算されている。アルベドを考慮するとさらに平衡温度は低くなり、アルベドを地球と同等の 0.3 と仮定すると 206 K（-67 ℃）となるが、この平衡温度は大気による温室効果の影響を無視している。主星の LHS 1140 が恒星活動が比較的穏やかな恒星であるため、LHS 1140 b は長期間に渡って大気を保持することができると考えられており、仮に地球と同等の温室効果（33 K の温度上昇）が大気中で発生していれば、アルベドを0と仮定しても表面の温度は約 260 K（約 -13 ℃）程度になると計算される。仮に LHS 1140 b が大気を持っていない場合は、表面は薄い氷で覆われていると考えられている。
| 条件                      | 地球            | LHS 1140 b       | LHS 1140 b      | LHS 1140 b      | LHS 1140 b      |
| ------------------------- | --------------- | ---------------- | --------------- | --------------- | --------------- |
| ボンドアルベド            | 0.3             | 0.9              | 0.6             | 0.3             | 0               |
| 温室効果なし （平衡温度） | 255 K （-18 ℃） | 126 K （-147 ℃） | 179 K （-94 ℃） | 206 K （-67 ℃） | 225 K （-48 ℃） |
| +地球の温室効果           | 288 K （15 ℃）  | 159 K （-114 ℃） | 212 K （-61 ℃） | 239 K （-34 ℃） | 258 K （-15 ℃） |

LHS 1140 bは、地球から約40光年と比較的近距離にある惑星であることやトランジット（恒星面通過）を起こすことが観測されていることから、その大気組成を詳しく調べるが出来る。LHS 1140 系と条件がよく似ている惑星系として、7個の地球サイズの惑星を持つことが知られているTRAPPIST-1系が挙げられている。2020年に、ハッブル宇宙望遠鏡による観測結果から、大気中に水蒸気が含まれている可能性が指摘されたが、データ精度のSN比が低く、完全にそう言い切れるほどの結果とはならなかった。2024年3月に論文掲載サイトarXivにて掲載されたジェイムズ・ウェッブ宇宙望遠鏡の観測結果を解析した研究では、LHS 1140 b がミニ・ネプチューンのような水素が支配的な大気を持つ惑星である可能性が排除され、水蒸気や窒素、二酸化炭素などの分子から構成された大気を持つという可能性が支持されている。そして同年7月には、ジェイムズ・ウェッブ宇宙望遠鏡やハッブル宇宙望遠鏡、スピッツァー宇宙望遠鏡などの観測結果やから、LHS 1140 b の大気中に豊富な窒素が含まれているという暫定的な兆候が検出されたとモントリオール大学の研究者らなどによる研究グループが発表した。この研究結果は LHS 1140 b が相当量の大気を保持しており、表面に液体の水を維持できる環境が整っていることを示している。仮に地球と同じような大気を持っている場合、自転と公転の同期により常に主星を向いている側の表面の中でも特に温度が高い領域では表面温度が 20 ℃ 程度に達すると現行の理論モデルでは考えられることから、この領域に直径 4,000 km 程度の海洋が形成され、それ以外の領域は氷で覆われているというアイボール・アースのような惑星である可能性が示唆されている。